# As-Sinbillawajn
As-Sinbillawajn (arab. السنبلاوين) – miasto w Egipcie, w muhafazie Ad-Dakahlijja. W 2006 roku liczyło 86 786 mieszkańców.